# Аджаваан (озеро)
Аджаваан — озеро в северной части канадской тайги национального парка принца Альберта в Саскачеване, в 700 метрах от северного конца озера Кингсмир. Размеры озера — 1,6 км на 0,8 км (1 на 0,5 мили).
Оно известно, в первую очередь, как дом Серой Совы, знаменитого писателя, жившего здесь с 1932 по 1938 год. Дойти до озера можно по 20-километровой тропе от реки Кингсмир вверх по западному берегу озера Кингсмир или на лодке по реке. Рядом с ним расположены лагерные городки, где можно взять каяк, гидроцикл или каноэ. Площадь поверхности — 0,65 км².
В озере имеется популяция бобров. Водится северная щука и судак.

## Хижина Серой Совы

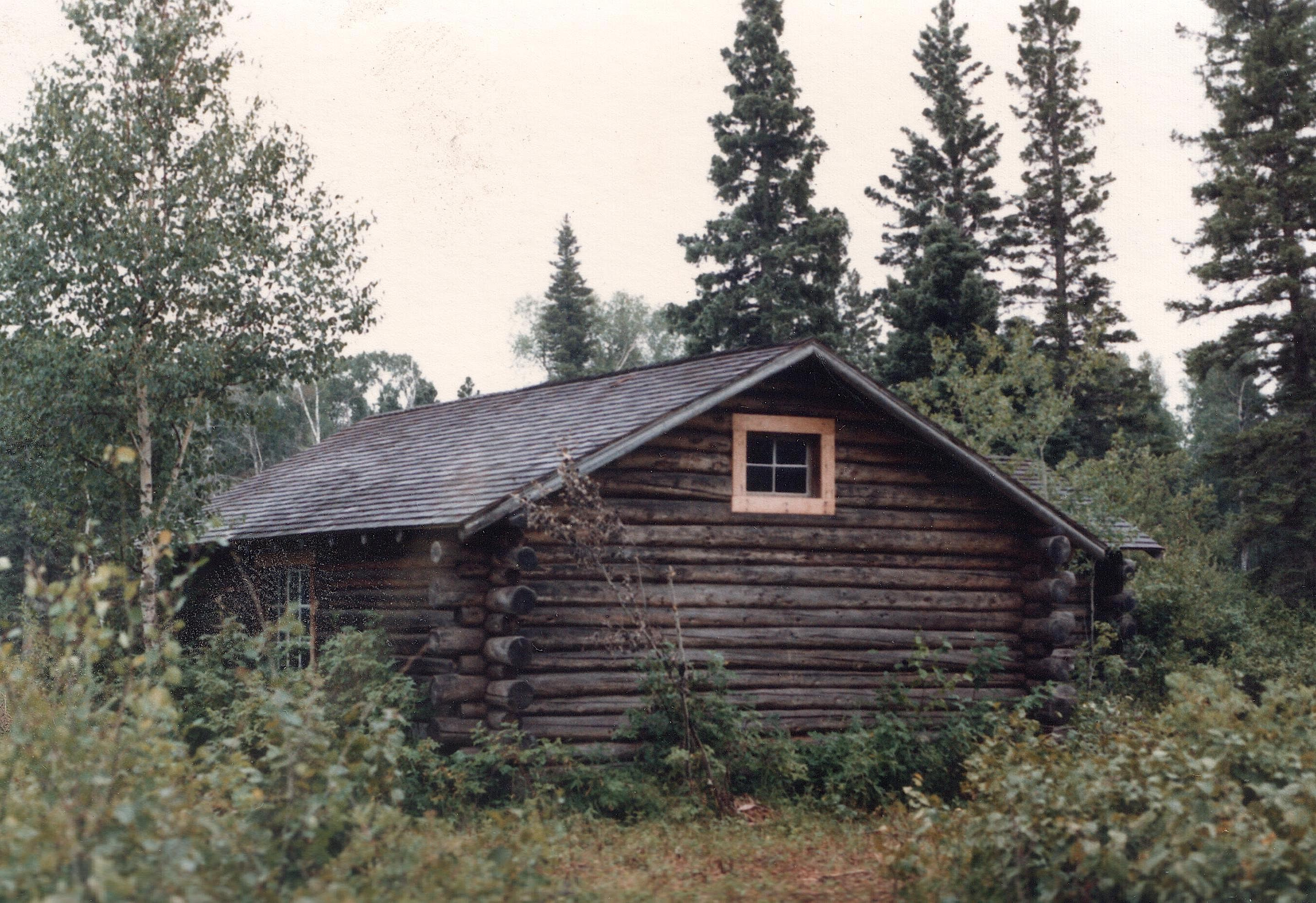

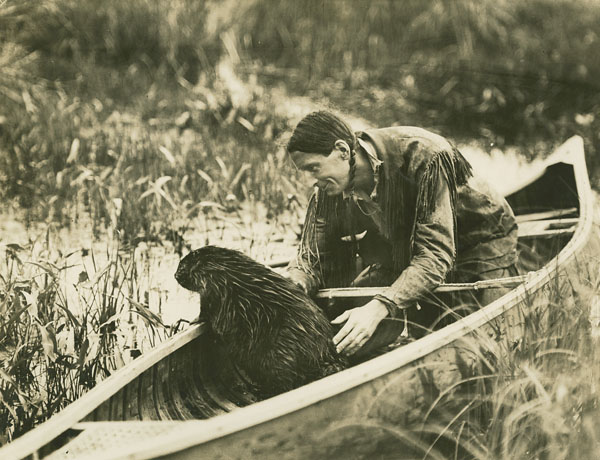

В 2,75 км от западного края озера проходит тропа к хижине Серой Совы. На северном берегу расположено две хижины, одна у края воды, где бобры частично построили хатку внутри, а вторая на холме позади. Вторая хижина была построена для жены Серой Совы, Анахерео (Гертруд Бернард), которая не любила делить хижину с бобрами. Могилы Серой Совы, его гражданской жены Анахерео и дочери Ширли Дон находятся к западу от второго домика. Возле каждого домика есть поясняющие таблички. Компания Parks Canada несколько раз реставрировала обе хижины, а бобровая хатка в нижней хижине является лишь частичной реконструкцией.